# Melin Onikeri, Sirsi
Melin Onikeri là một làng thuộc tehsil Sirsi, huyện Uttar Kannad, bang Karnataka, Ấn Độ.